# Ryo Okumoto
Ryo Okumoto (奥本亮; Osaka, 24 mei 1959) is een Japans keyboardspeler, vooral bekend als lid van de progressieve rockband Spock's Beard. Naast zijn permanente lidmaatschap van "The Beard" is Okumoto ook lid van de bands GPS en K2.

## Biografie
Op zijn derde begon Okumoto met pianolessen. Hij volgde deze tot zijn dertiende. Op zijn vijftiende werd hij professioneel pianist. Okumoto trad een jaar lang regelmatig op in het Live House in Osaka. Daarna verhuisde hij naar Tokio, waar hij in discotheken en nachtclubs ging spelen. Zijn inspiratiebronnen waren Genesis, Yes en Emerson, Lake & Palmer en vanuit de jazz Chick Corea, Herbie Hancock en Pat Metheny.
In deze periode van vijf jaar in Tokio maakte Okumoto deel uit van de band Creation, met wie hij de studio in ging. Hij kreeg de gelegenheid om in 1979 met Kitaro op tour te gaan; hij is te horen op het livealbum Kitaro in Person. Zijn carrière verliep zo snel dat hij het volgende jaar drie soloalbums kon opnemen, met medewerking van onder meer David Foster, Jay Graydon, Steve Lukather, Jeff Porcaro en Neil Stubenhaus.
In maart 1981 verhuisde Okumoto naar Los Angeles en schreef zich in aan de Dick Grove School of Music, waaraan hij vier jaar later afstudeerde. Tot 1994 speelde hij voor veel prominente artiesten, waaronder Peabo Bryson, Eric Burdon, Eric Clapton, Phil Collins, Roberta Flack, Aretha Franklin en Barry White.
Okumoto is in 1994 door Neal Morse benaderd om mee te spelen tijdens live-optredens van Spock's Beard. Op de studioalbums debuteerde hij met zijn kenmerkende bijdragen aan Beware of Darkness (1996). Sindsdien is hij een vast lid van deze progressieve-rockband. Okumoto speelde aanvankelijk alleen Hammondorgel en Mellotron. Na het vertrek van Neal Morse nam hij alle toetsenpartijen voor zijn rekening, ook synthesizer, waarbij het geluid van zijn Minimoog opvalt. Moris Mateljan heeft hem in 2010 een eclectisch artiest genoemd, die de verschillende genres jazz, rock en klassieke muziek tot één stijl mixt.
In een interview met ProgWereld zei Okumoto over Spock's Beard's album Noise Floor (2018) dat hij er altijd voor zorgt dat de ritmesectie "staat als een huis. … Dan begin ik de muziek en de melodieën in te kleuren."
In 1998 speelde Ryo Okumoto een pianist in de film Playing by Heart.

## Discografie (selectie)

### Solo
- Solid Gold (februari 1980)
- Makin’ Rock (april 1980)
- Synthesizer (juni 1980)
- A Christmas Collection (1996)
- Treasured Moments Volume III (1996)
- Treasured Moments Volume IV (1996)
- Treasured Moments Volume V (1997)
- Winners of the Heart/Free Fall (2001)
- Coming Through (2002)

### Spock's Beard
- Beware of Darkness (1996)
- The Kindness of Strangers (1997)
- Day for Night (1999)
- V (2000)
- Snow (2002)
- Feel Euphoria (2003)
- Octane (2005)
- Spock's Beard (2006)
- X (2010)
- Brief Nocturnes and Dreamless Sleep (2013)
- The Oblivion Particle (2015)
- Noise Floor (2018)

### Creation
- Best of Creation (1978)

### Kitaro
- Kitaro in Person - Live (1979/1980)

### Aretha Franklin
- Concert for the R&R Hall of Fame (1995)

### GPS

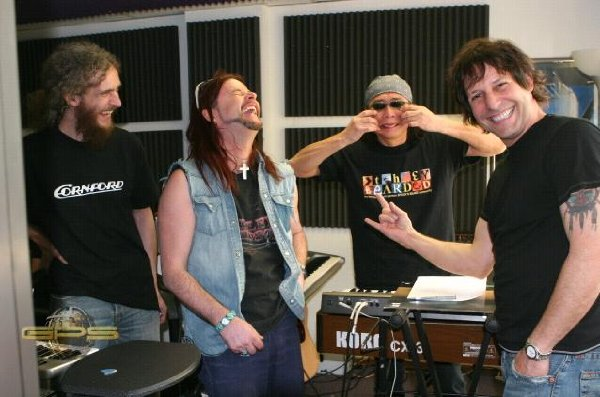
Met de band GPS (2006)

- Window to the Soul (2005)
- Two Seasons Live In Japan (2012)

### K2
- Book of the Dead (2005)
- Black Garden (2010)